# Schmiedestraße (Lübeck)
Die Schmiedestraße ist eine Innerortsstraße in der Lübecker Altstadt.

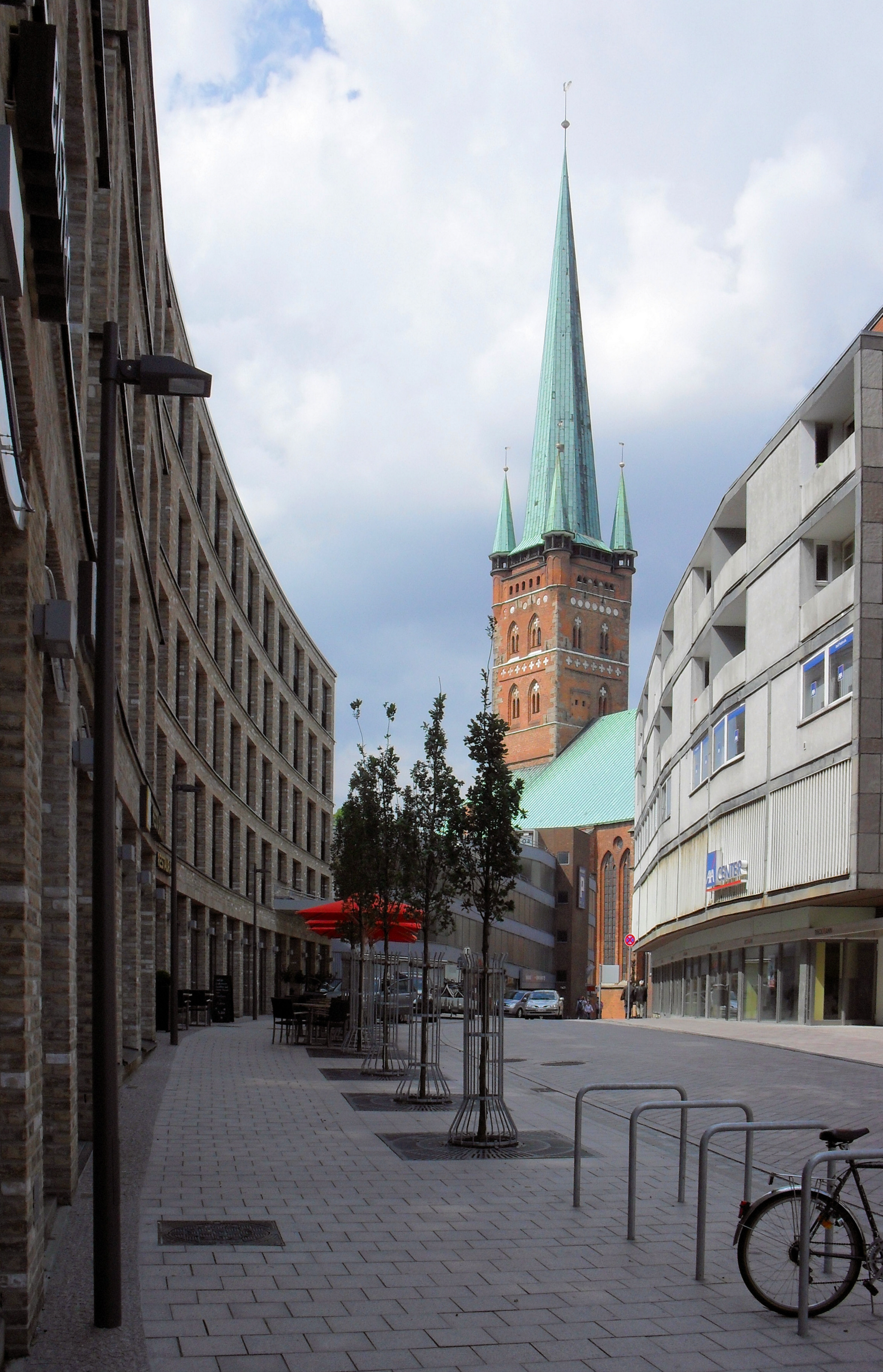
Die Schmiedestraße mit Blick auf die Petrikirche (2011)

## Beschreibung
Die nicht gerade, sondern gebogen verlaufende Schmiedestraße verbindet den Klingenberg mit der Holstenstraße, wobei sie am Chor der Petrikirche entlangführt. Bis zum Zweiten Weltkrieg wurde dieser Teil um den Chor Hinter St. Petri genannt.

## Geschichte
Die 1307 erstmals urkundlich als Platea fabrorum (lat., Straße der Schmiede) erwähnte und seit 1367 als Smedestrate bezeichnete Straße trug ihren Namen nach den Schmieden, deren Kirche St. Petri war und die hier auch ihr Amtshaus hatten. Diese Benennung hielt sich über die nachfolgenden Jahrhunderte: 1367 wird sie niederdeutsch Smedestrate genannt, 1457 Grote Smedestrate.
1852 wird amtlich Schmiedestraße bei St. Petri als Name festgelegt, in Unterscheidung zur damals Kleine Schmiedestraße genannten Kupferschmiedestraße. 1884 jedoch wird der Straßenname in den bis heute gültigen geändert.
Die heutige Straßenführung verdankt sich den Wiederaufbauplänen nach dem britischen Luftangriff auf Lübeck am 29. März 1942 und damit verbunden den Bemühungen um eine mehr autogerechte Altstadt. Die verlängerte Schmiedestraße sollte als Entlastungsbogen zwischen Holstenstraße und Mühlenstraße die Kreuzung am Kohlmarkt entlasten. Gleichzeitig konnte so das damalige Ideal der Freistellung von Großbauten, hier der Petrikirche, erreicht werden. Die jetzige Schmiedestraße ist „der in Lübeck seltene Fall einer deutlich neuen Straßenführung über den historischen Stadtgrundriss hinweg“.

## Architektur
Bis zum Zweiten Weltkrieg wurde sie auf beiden Seiten gesäumt von zahlreichen backsteingotischen Giebelhäusern, die mehrheitlich im Verlaufe des 19. Jahrhunderts neue verputzte Fassaden in klassizistischem Stil erhalten hatten. Zu den Ausnahmen gehörte das Haus Nr. 20, das seinen gotischen Giebel beibehalten hatte.
Beim Luftangriff 1942 wurde die historische Bausubstanz vernichtet. Der Wiederaufbau nach dem Zweiten Weltkrieg erfolgte in Form moderner Zweckbauten. In der Gegenwart wird die Straße geprägt durch ein 1964 errichtetes Parkhaus, den Neubau eines Hotels sowie den weiterhin bestehenden gotischen Chor der Petrikirche.

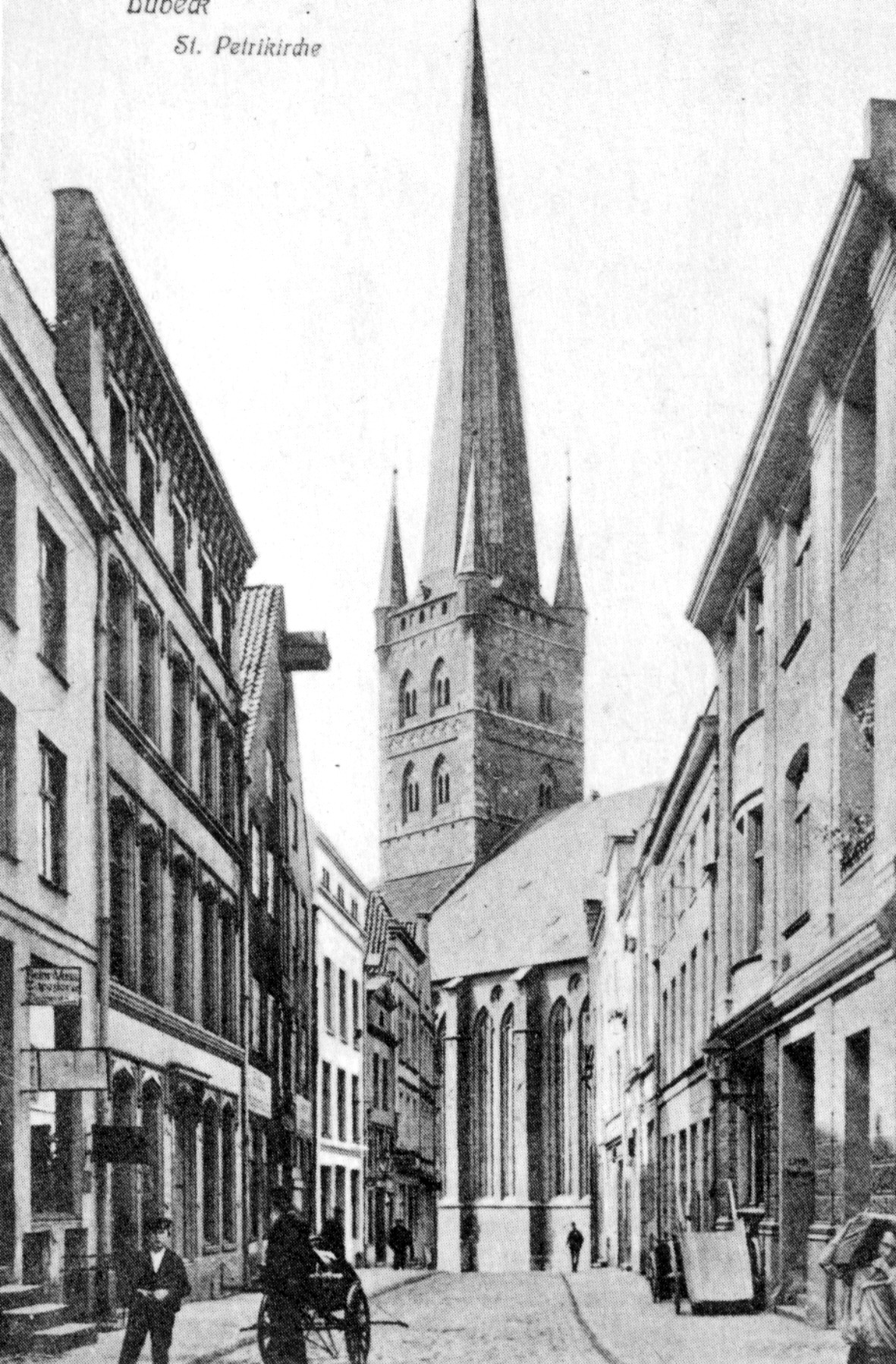
Die Schmiedestraße im Jahre 1901
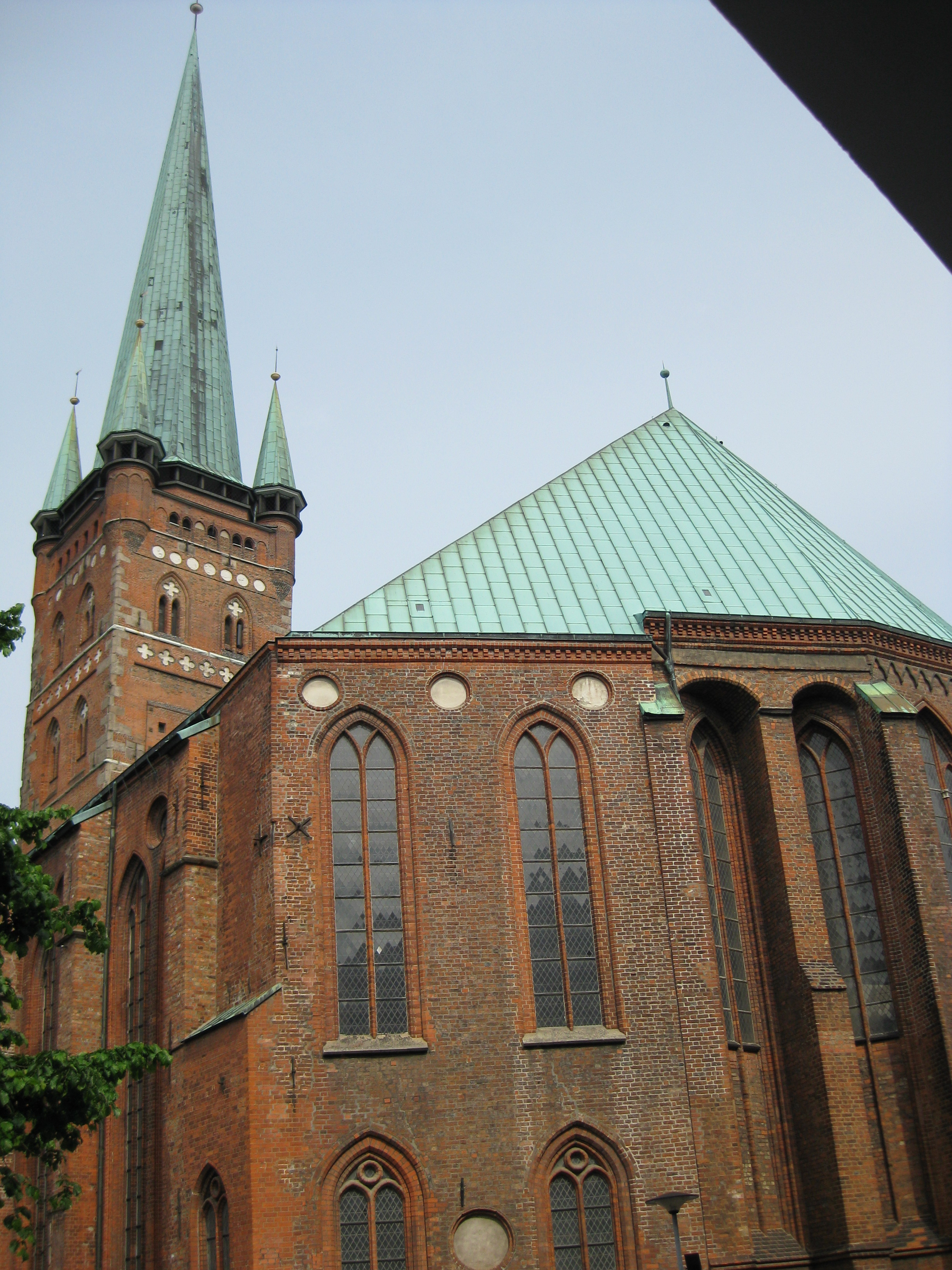
Chor der Petrikirche von der Schmiedestraße aus

- siehe auch Liste abgegangener Lübecker Bauwerke#Schmiedestraße für nicht mehr vorhandene Bauwerke.

## Gänge und Höfe
Von der Schmiedestraße gehen oder gingen folgende Lübecker Gänge und Höfe ab (nach Hausnummern):
- 11: Brandts Gang